# Sainte-Colombe-de-la-Commanderie
Sainte-Colombe-de-la-Commanderie is een gemeente in het Franse departement Pyrénées-Orientales (regio Occitanie) en telt 101 inwoners (1999). De plaats maakt deel uit van het arrondissement Perpignan.

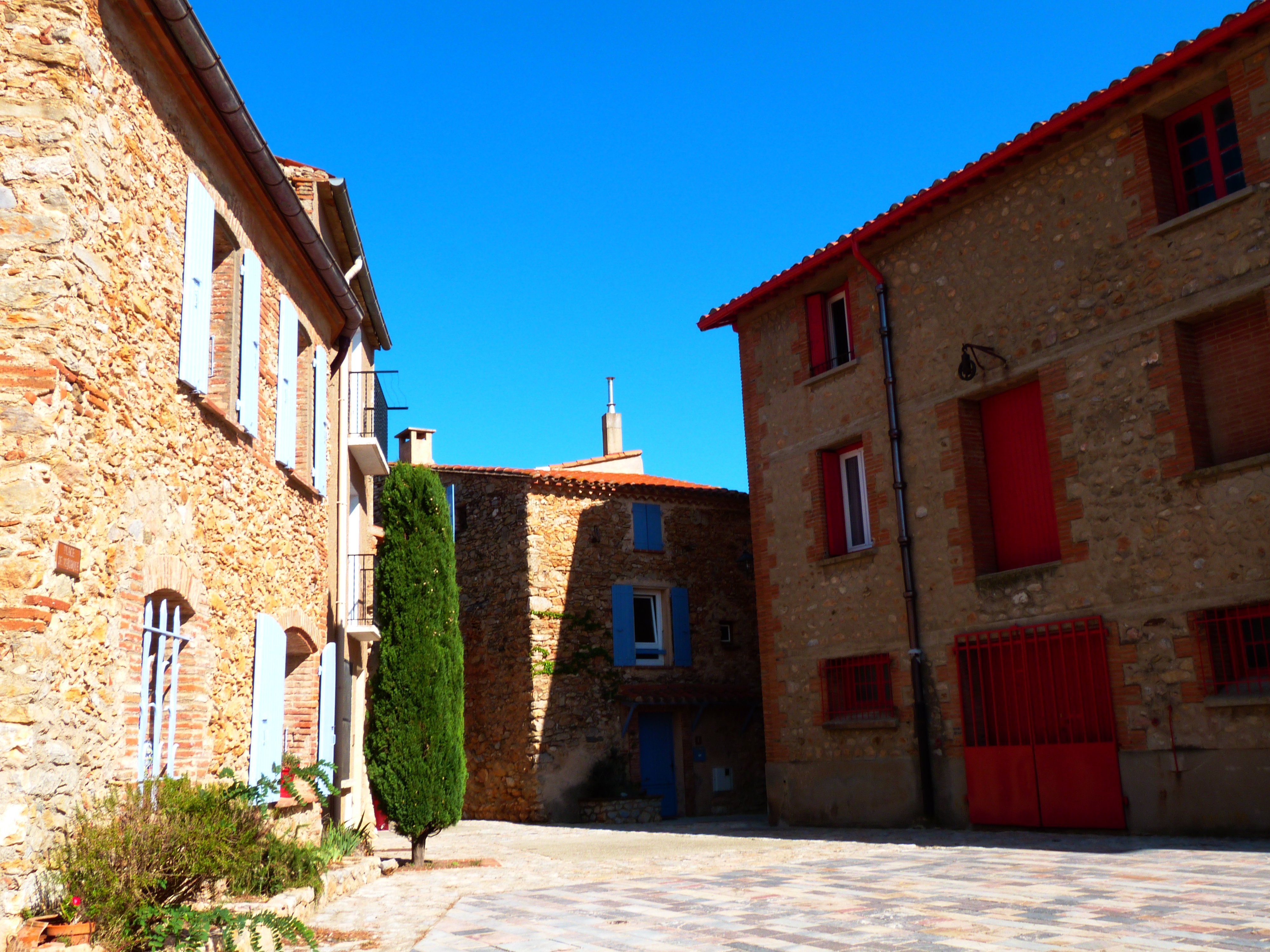
Dorpsplein
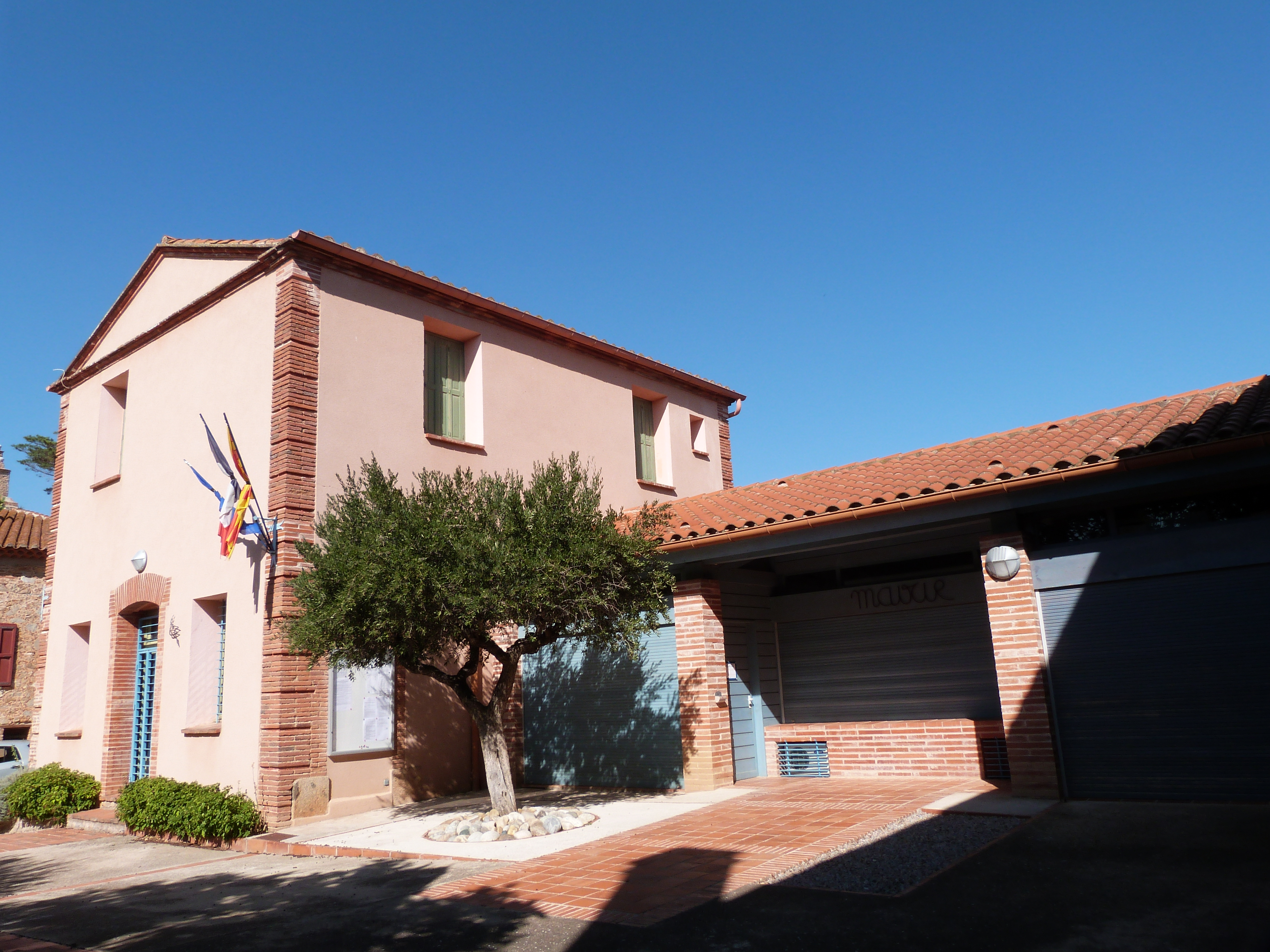
Gemeentehuis
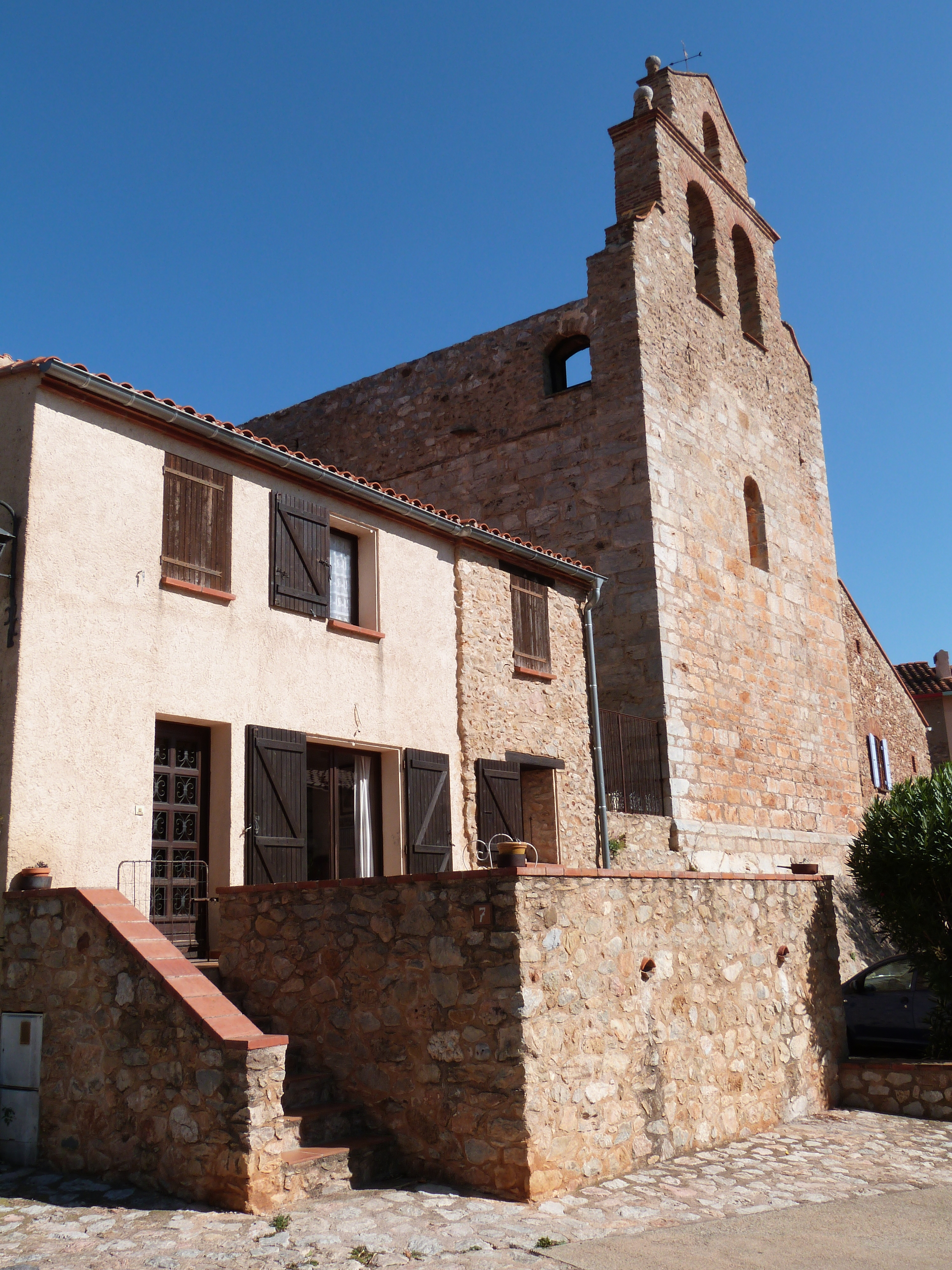
Gedeelte van de kanselarij

## Geografie
De oppervlakte van Sainte-Colombe-de-la-Commanderie bedraagt 4,6 km², de bevolkingsdichtheid is 22,0 inwoners per km².

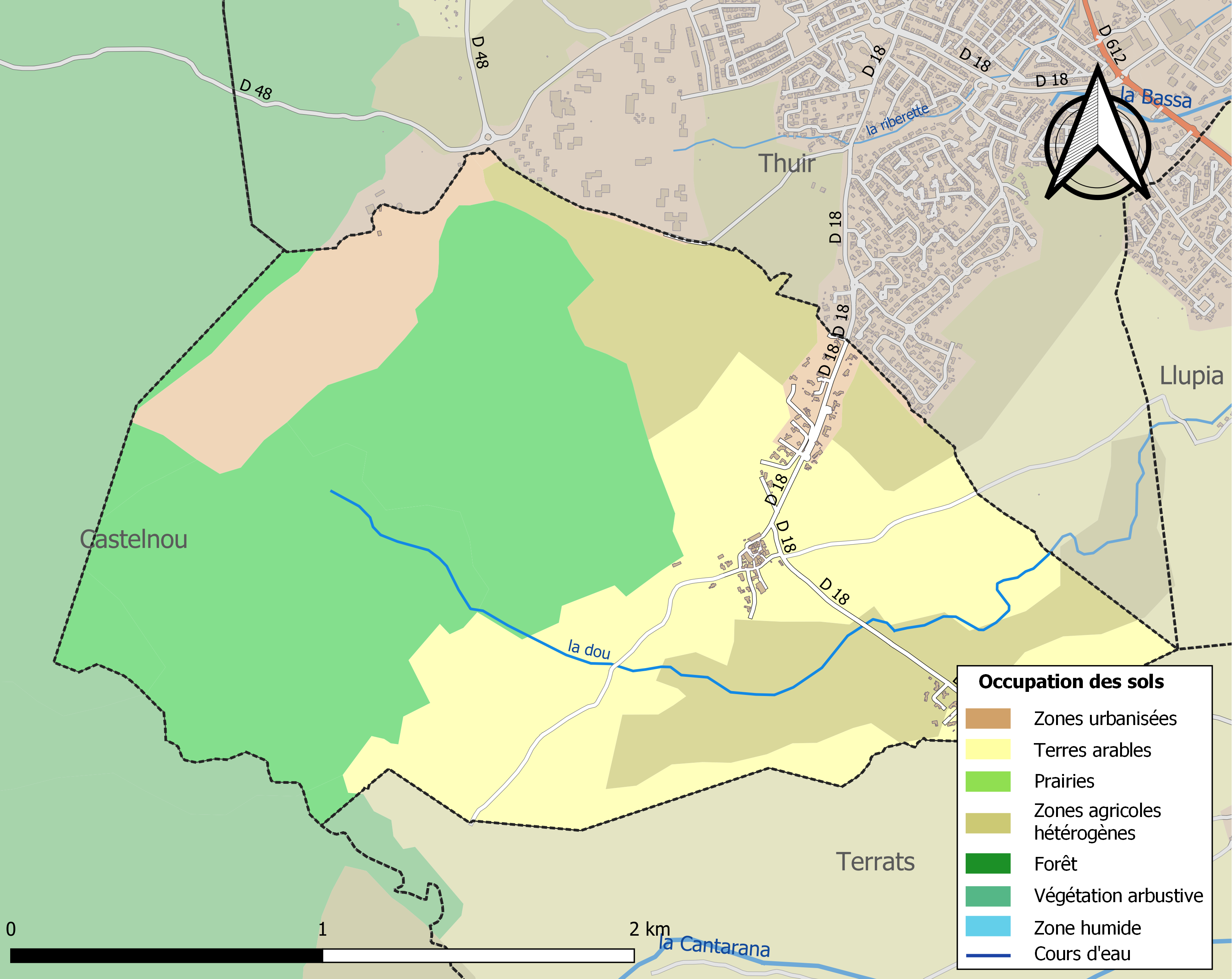
Kaart van de gemeente met de belangrijkste infrastructuur, bodemgebruik en omliggende gemeenten

## Demografie
Onderstaande figuur toont het verloop van het inwonertal (bron: INSEE-tellingen).

1. ↑  Populations de référence 2022.